# Afrikansk konst

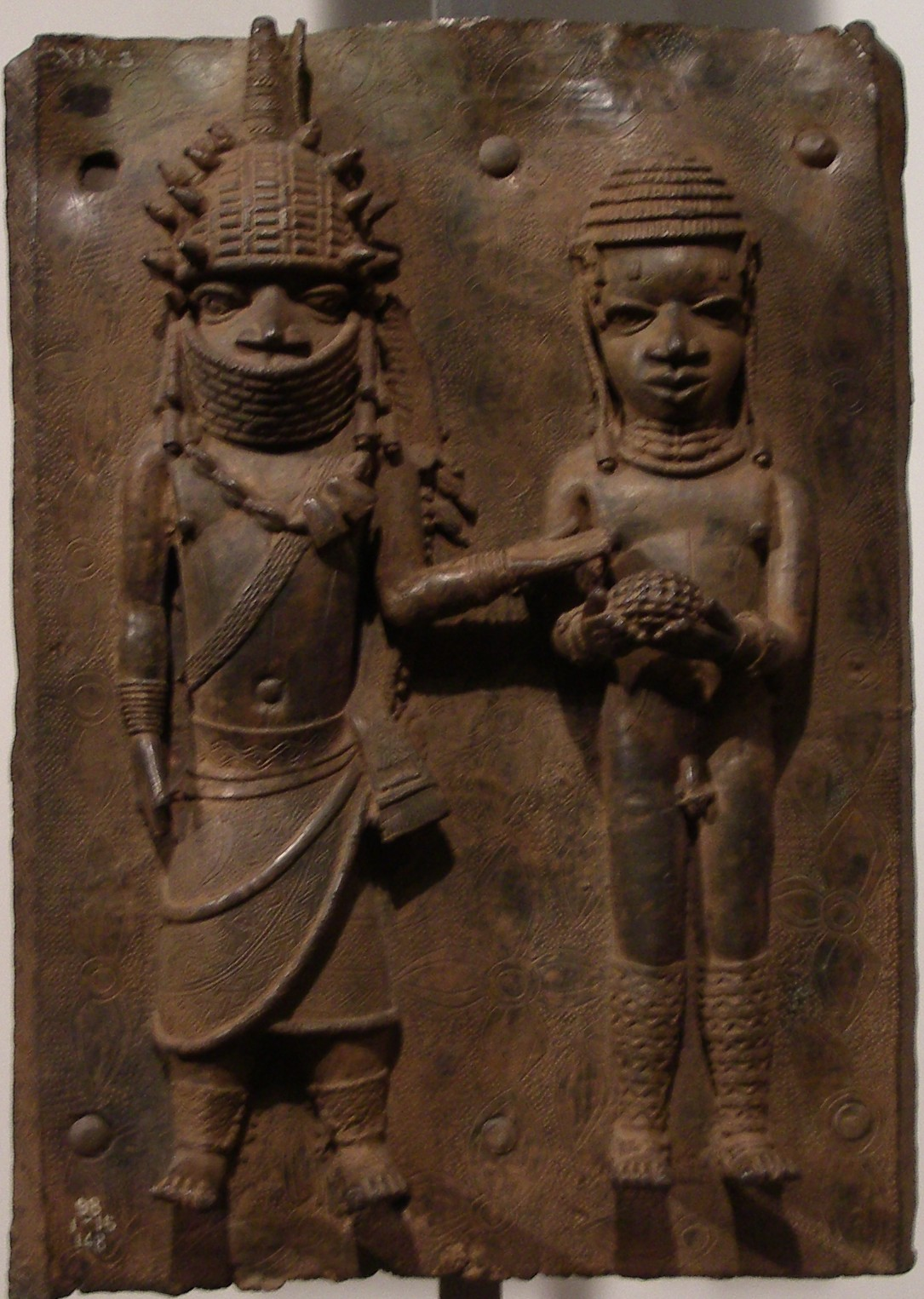
En an Benin-bronserna.

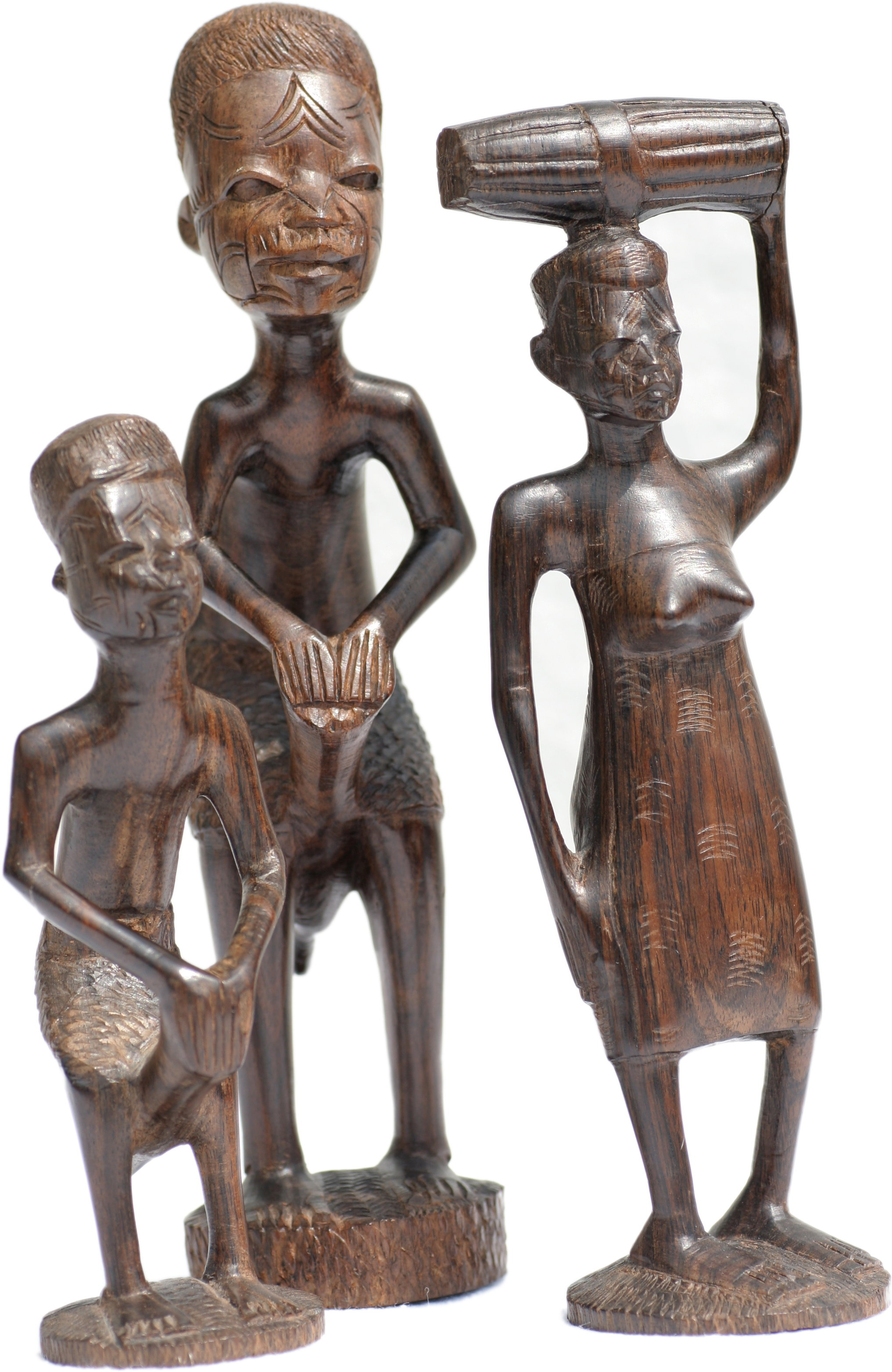
Träsnideri av Makonde 1967

Afrikansk konst är olika typer av bildkonst producerad i Afrika. Det handlar i första hand om områdena söder om Sahara, där olika konsttraditioner har djupa rötter.
De äldsta lämningarna av konst i Afrika utgörs av klippmålningar. Bland de mer kända finns de på Tassili-platån i södra Algeriet, skapade under perioden från cirka 6 000 år f.Kr. till 2 000 år f.Kr.
Västafrikansk konst domineras av skulptur, ofta med koppling till religioner och riter[källa behövs]. Maskerna, som inte bara bärs framför ansiktet utan även ovanpå huvudet eller i handen, används ofta i samband med dans. Kultfigurerna, vanligen i trä, avbildar ofta förfäder, kungar och regionalt förankrade gudar. Reliefkonsten, i trä, lera och metall, är mindre vanlig än maskerna och kultfigurerna.

## Olika länder

### Mali
Mali, kännetecknas av sitt läge mellan, å ena sidan, det bördiga områdena i Västafrika och öknen i Sahara, och, å andra sidan, det islamskt dominerade Nordafrika och de traditionella religionerna i framför allt de södra delarna av landet. 
I denna smältdegel har flera etniska grupper verkat sida vid sida sedan medeltiden. 
Mali, som idag domineras av islam, har en mycket lång och mångfacetterad inhemsk religiös tradition som legat till grund för konsten i Mali. Masker och figurer är intimt förknippade med de traditionella religionerna men uppvisar sådan variation, både lokalt på bynivå och individuellt mellan olika konstnärer, att den inte lätt låter sig sammanställas till en enda kulturyttring. 
Det faktum att denna konst ofta utförts i ett obeständigt material som trä gör det inte lättare att bedöma hur konsten förändrats över tiden.

#### Bambara
Det jordbrukande bambarafolket i sydvästra Mali har utfört sina traditionella riter i dolda tempel och undanskymda lundar och innefattar offer av djur och nötter. 
Deras högsta andliga väsen, som kan beskrivas som den energi som skapat världen, brukar inte tillbes direkt eller avbildas i konsten, men många andra andeväsen och förfäder har givit upphov till den långa skulpturtraditionen. 
Bambaras stiliserade antilopmasker är förmodligen den afrikanska konst som haft störst inflytande på kubismen och expressionismen i den moderna konsten. 
Dessa masker har använts vid skördefester av dansare som burit dem ovanpå huvudet med ansiktet dolt av flätad halm. 
Variationsrikedomen i bambarakonsten tyder på att denna konst från början varit mer eller mindre naturalistisk, och att frånvaron av traditionsbundna regler gjort att konstnärerna under lång tid tävlat i att överträffa varandra i allt djärvare formspråk. Bambarakonsten tillverkas av smeder som ofta föraktas av andra grupper men också fruktas för sin roll i religionen. 
Detta har lett till ett allt abstraktare och mer konstruktivistisk formspråk som också excellerat i materialeffekter där matta ytor ställts mot blanka. 
Denna utveckling har, sammantaget, givit en konstform som saknar motstycke, inte bara i Afrika, utan i hela världen.

#### Dogon
Dogonfolket i sydöstra Mali har levt relativt isolerat från omgivande folk och deras byar ligger insprängda bland klippor och kan ofta bara nås med repstegar och linor. 
De har därmed bevarat sin traditionella religion och den konst som förknippas med den. 
Mycket av denna konst används i samband med begravningar och de maskdanser som förekommer i samband med dem. 
Värd särskild uppmärksamhet är de halvmeterhöga statyetterna av förfäder som uppvisar en sådan variation sinsemellan att de var och en tycks vara början på en egen tradition. 
Typiskt för dessa s.k. "små föräldrar" är dock deras statiska och rofyllda karaktär. Förfädersskulpturerna brukar gå i arv från generation till generation och förvaras i speciella förrådskammare. 
Hos dogonfolket åtnjuter smederna stor aktning.

### Guinea
I det idag starkt islamiserade Guinea har det hos landets ursprungliga folkgrupp, Bagafolket, funnits en lång tradition av dansmasker förknippade med dyrkan av den store anden och de hemliga tingen hos Simosällskapet. 
Dessa dansmasker, kan vara upp till två meter höga, bärs på axlarna av en dansare som döljer sig själv under långa bastkjolar.
Den rituella dansen rör sig runt kultmaskerna som bärs av både män och kvinnor. 
Olika masker används av kvinnor och män och är i allmänhet figurativa bilder av faders- eller modersgestalter alternativt manliga gudomligheter och deras hustrur.

### Elfenbenskusten
I Elfenbenskusten finns flera folkgrupper som utvecklat egna starka skulpturtraditioner.
Dessa skulpturer associeras ofta med hemliga, religiösa sällskap vilket gör det svårt att med säkerhet avgöra maskernas funktion i kulten.

#### Baule
Baulefolket, som ursprungligen hörde till Ashantifolket i Ghana, har en lång tradition av profan konst vid sidan av deras animistiska religion. 
Både den profana och den religiösa konsten är figurativ och Baulefolket tycks vara lika benäget att ta fasta på de rent estetiska som de symboliska och religiösa sidorna av sin konst.
Såväl män som kvinnor låter sig ofta avbildas vid festliga tillfällen och vid resor för att ha gåvor till sina värdar. 
Jämfört med mycket annan afrikansk konst är Baulekonsten vacker och förfinad och ofta utförd i ädla träslag. 
Ansikten och figurer är i allmänhet naturalistiska med omsorgsfullt karvade detaljer i frisyrer, tatueringar och händer.

#### Guro
Konsten hos gurofolket liknar vanligen den hos baulefolket. 
De har dock en stark tradition av dekorerade vävstolar som saknas hos baule. Deras masker har, när de skiljer sig från baules, långsmala ansikten med snedställda ögon och långsmala näsor, ofta med taggiga frisyrer.

#### Senufo
Hos senufofolket finns en särpräglad tradition med betydligt mer stiliserade masker än hos omgivande folk. 
De flesta av dessa masker tillverkas idag med västerländska tekniker som souvenirer, men de få bevarade verken från äldre tider utmärker sig med, förutom sin stiliserade form, huvudprydnader i form av tre fåglar ovanför, i några fall, janusansikten. Maskerna används ofta i samband med pojkars initiationsriter.

#### Dan
Hos danfolket vid gränsen mot Liberia finns två separata masktraditioner. Den södra som utmärker sig med expressiva, groteska sagoväsen och en annan nordlig som är mer harmonisk och välpolerad och föreställer människor. Danfolkets masker används både som kultföremål i hyddorna och i dansen, ibland försedda med ett skaft att hålla i handen

### Benin
Innan Benin 1893 blev en fransk koloni, förekom hos fonfolkets kungar, i palatsen i Abomey, det krigiska Dahomeyrikets huvudstad, en hovkonst som förhärligade kungen och dennes bedrifter. 
Till skillnad från mycket av den övriga konsten i Afrika återger lågrelieferna i palatsen historiska händelser, i allmänhet krigiska bedrifter, istället för mytologiska figurer och förfäder. 
Relieferna, som kan ge ett lätt naivt intryck, bemålades med jord- och växtfärger och var renskrapade från alla onödiga detaljer. 
Ofta ger dessa reliefer en närmast dokumentär karaktär då de sanningsenligt återger donkrigare med gevär och går att koppla samman med kända slag som kung Glélé utkämpat med sina grannar nagofolket.
Av denna konst finns idag tre kungastatyer i trä och flera människo- och djur statyer i olika metaller i naturlig skala bevarade.

### Sierra Leone
Mendefolket i södra Sierra Leone har blivit kända för sina stenskulpturer i täljsten, ett ovanligt material i den afrikanska konsten.  
Dessa skulpturer tillskrivs övernaturliga egenskaper och rådfrågas vid viktiga beslut. 
De anses ge män tur men göra kvinnor ofruktsamma och vid risskörden ställs de upp under palmbladstak som för att ge skydd. 
Skulpturerna utmärker sig med sina breda näsor, tjocka läppar och stora, utstående ögon. Deras råa utformning och skrovliga yta ger dem en uråldrig och besjälad karaktär. 
Även mendes hjälmmasker är omtalade utanför deras egentliga hemort, de hemliga sällskap, poro och bundu, där de används i religiösa och sociala ceremonier. 

### Ghana
Ashantiriket i Ghana utvecklade mellan sin uppkomst på 1600-talet och 1895 då det blev ett brittiskt protektorat den förmodligen rikaste konsten i Afrika.  
Ashanti kom tidigt i kontakt med de västerländska slavhandlarna och baserade sin makt på de vapen de fick i utbyte mot de grannar de tillfångatog i sina många krig. 
Den intressantaste konsten som ashanti producerade är förmodligen de figurer och geometriska former i koppar, mässing och brons som användes som vikter, men också tjänstgjorde som statusobjekt, betalningsmedel vid utdelandet av böter och användes vid sagoberättande. 
Motiven på dess vikter var ofta europeiska handeldvapen, musikinstrument och olika bruksföremål eller scener ur ashantimytologi.
Figurerna, de äldsta från 1600-talet, är ofta starkt stiliserade och saknar ofta inte drag av grotesk humor. 
Eftersom vikterna utgjorde en del av ashantis komplicerade viktsystem försågs figurerna ofta med extra tillbehör eller kunde till exempel sakna en arm för att uppnå rätt vikt.

### Nigeria
Konsten i Nigeria präglas främst av yoruba- och binifolken som stod varandra nära. 

#### Yoruba
Se vidare: Skulptur från Ilé-Ifè
Yoruba, som växte fram inom kungadömet Ife mellan 900-talet och 1300-talet|, hade ett rikt pantheon med åtminstone 600 gudar med var sitt maktområde, och Yorubas skulpturtradition i trä hämtade i allmänhet sina motiv från denna samling gudomligheter. Yorubas mest kända konstverk är dock de fina huvuden i terrakotta och brons, som hittats vid utgrävningar.

#### Edo
Se vidare: Benin-bronserna
Kungadömet Benins (binifolkets) huvudstad Benin stormades av britter 1898, varpå över 2 000 skulpturer och reliefer i brons och mässing påträffades. Benin-bronserna skapades från 1400-talet till 1600-talet under Benins storhetstid, då staden hade regelbundna diplomatiska kontakter med bland andra Portugal och var en betydande handelsstad.
En del av gestalterna i konsten är också européer iklädda typiska 1500-talsdräkter. 
Dessa skulpturer göts, liksom mycket av den västafrikanska metallskulpturen i cire-perdue-teknik och efterarbetades ofta med ciselering.  
Förutom denna konstskatt har man också funnit många hovporträtt med raffinerade frisyrer och smycken och reliefer med framför allt krigare.

### Kamerun

#### Gräslandet
Kameruns geografi domineras av det centrala gräslandet, och området har producerat konst i metall och trä med stor homogenitet, vilket beror på konstverken gått i arv från far till son och att de tillverkats av professionella konstnärer vid marknadsplatserna. 
Skulpturen från gräslandet hör möjligen inte till Afrikas mest utvecklade men rymmer desto mer uttryckskraft. 
Den är vanligen påtagligt naturalistisk och i allmänhet ren prydnadskonst utan religiösa funktioner. 
Typiskt nog är den bunden till väggen, och den stora majoriteten av konstverken är masker eller figurativ brukskonst.

#### Mum
Genom kung Njoyas försorg har Mum- eller Bamumfolkets konstskatter bevarats till eftervärlden. 
Han grundade ett museum och en skola i huvudstaden Fumban och arbetade hela sitt liv för konstens befrämjande. 
Mumfolkets mest kända konstverk är förmodligen den pärlklädda tron kungen skänkte till kejsar Vilhelm II av Tyskland.

#### Duala
Dualafolket lever i och kring staden Douala i västra Kamerun. De har livnärt sig på sjöfart och handel sedan urminnes tider och kom tidigt i kontakt med européer. 
Deras konst är därmed fulla av västerländska motiv och också västerländska material som oljefärg. 
Emellertid är deras mest kända konstprodukter förmodligen stävarna på deras upp till 25 meter långa kanoter som ger ett totemliknande intryck med sina fantasifulla och färgintensiva sammanställningar av djur- och människogestalter. 
Ett sannerligen afrikansk uttryck således. 

### Gabon

#### Fang
Fangfolket i Gabon har varit ökända för sin tidigare kannibalism men är idag mest uppmärksammade för de tunnor i vilka de förvarar förfaderskranier. 
Tunnorna är utförda i bark och rikt utsmyckade med bilder av människohuvuden med långa halsar samt gestalter i helfigur. 
Dessa bilder har ingen funktion i kulten utan tänks bara hålla obehöriga på avstånd. 
Människogestalterna i fangskulpturen är vanligtvis upphöjt lugna och föreställer inte de avlidna eller någon särskilt person. 
Fangfolket är utspridda över ett relativt stort område, men deras konst är förvånansvärt homogen över hela detta område.

#### Kota
Liksom Fang har kotafolket en omfattande förfäderskult men till skillnad från fang förvarar de sina förfäders kranier i korgar som pryds av en starkt stiliserad gestalt vanligen utförd i trä med ett överdrag av metall. 
Inte heller kotafolket tillber eller offrar till dessa statyetter. 
Den höga abstraktionsnivån i kotakonsten förstärker skulpturernas expressivitet. Denna expressivitet ställs mot den starka växelverkan mellan släta, räfflade och ciselerade ytor i materialbehandlingen. Helhetsverkan är konkretistisk, och denna konst verkar på många sätt med samma medel som den bysantinska konstens ikoner. 
Liksom den bysantinska konsten kommunicerar kotakonsten genom ett symboliskt språk: Till exempel betecknar alltid konkava ansikten eller pannor män och konvexa kvinnor.

#### Mpongwe
Det hemliga Mukuisällskapet hos Mpongwefolket har utvecklat en masktradition med vita ansikten, svart hår och röda läppar, öron och tatueringar. 
Maskerna avbildar endast kvinnoansikten och bärs på styltor i samband med dans. 
Alla maskerna har starkt individuella drag vilka ska komma sig av att skulptörerna "stjäl" modellernas vackra ansiktsdrag genom att smekfullt mäta proportionerna i deras ansikten.